# Die Akten des Vogelsangs
Die Akten des Vogelsangs ist ein Roman von Wilhelm Raabe, der vom 30. Juni 1893 bis 10. August 1895 entstand und 1896 im Verlag Otto Janke in Berlin erschien.
Oberregierungsrat Dr. jur. Karl Krumhardt liebt den Ort seiner Kindheit und Jugendzeit, die Vorstadt „Zum Vogelsang“. Der pflichtbewusste höhere Beamte, täglich im Dienst in Aktenberge versinkend, müht sich in freien Stunden redlich ab mit der Beschreibung der unglücklichen Liebe seiner Jugendfreunde, der beiden Globetrotter Velten Andres und Helene Trotzendorff.

## Inhalt

### Rahmen
Raabe variiert am Beispiel der Vogelsang-Protagonisten eine z. B. aus Abu Telfan oder Stopfkuchen her bekannte Thematik: die Spannung zwischen abenteuerlichen Wanderungen durch die Welt und Philistertum der engen Heimat. Oberregierungsrat Karl Krumhardt ist als Repräsentant des Bürgertums in einem deutschen „Residenznest“ auf der Beamtenkarriereleiter in Ehren ergraut. Da bricht in sein geordnetes Familienleben ein Brief Helene Mungos aus Berlin ein, in dem ihm die verwitwete Multimillionärin aus Chicago den Tod und das Begräbnis des Freundes Velten Andres mitteilt. Diese Nachricht veranlasst den 48-Jährigen, seine Erinnerungen an die gemeinsame Jugendzeit der drei in der ländlichen Residenzvorstadt Vogelsang und die unglückliche Liebe der Nachbarskinder Velten und Helene aufzuschreiben.

### Handlung
Karl wurde, mit ironischem Hinweis auf den für seine Kinder lehrhaften Charakter, von Helene zur Lebensbeschreibung Veltens aufgefordert, und in der Tat weiß niemand über den Verstorbenen „etwas Genaueres“ als er, da sich ihre Lebenswege immer wieder gekreuzt haben und er die familiären Hintergründe kennt. Trotzdem nimmt Karl mehrmals Anlauf beim Verfassen „dieser Blätter“, die für ihn auch eine Aufarbeitung seines Kontrastschicksals und eine Auseinandersetzung mit der eigenen angepassten Bürgerlichkeit sind. Zwar hat er Veltens Werdegang miterlebt, doch „davon zu reden“, fällt ihm „von Seite zu Seite“ schwerer.
Die Vogelsang-Kinder bildeten ein durch die unterschiedlichen Lebensvorstellungen der Eltern geprägtes spannungsreiches Dreieck. Da Veltens Vater, Dr. med. Valentin Andres, viel zu früh verstorben war, musste die sich in ihre Märchenträume verlierende Mutter Amalie den sprachbegabten, an Literatur und Philosophie interessierten, aber jeglicher Systematik abgeneigten Sohn allein erziehen. In ihrer Nachbarschaft wohnten die kleine kapriziöse Helene (Ellen) und ihre Mutter Agathe Trotzendorff zur Miete bei Hartleben. Agathe wurde mit ihrer Tochter von ihrem Mann Charles, der nach Amerika ausgewandert war, um in New York Dollars zu scheffeln, nach fehlgeschlagenen Spekulationen für einige Zeit in die Heimat zurückgeschickt. Nun warteten die beiden auf den neuen wirtschaftlichen Aufstieg und den Ruf zurück in ihr großbürgerliches Leben mit dunkelhäutigem Dienstpersonal. Zwischen Velten und Elly entwickelte sich eine zwischen „Küssen und Kratzen“ schwankende Beziehung. Beide waren ständig in Gefahr, wie im Buschwald des Vogelsangs so auch später, sich im Lebensbaum zu „verklettern“. Karl war für beide der solide Freund. Sein Vater, der ordnungsliebende Obergerichtssekretär, musste in Konfliktfällen oft bei Velten und Elly die Rolle des Vormunds übernehmen und schaute kopfschüttelnd auf deren seiner Meinung nach unrealistische und erziehungsschwache Mütter. Während diese ihren Kindern viele Freiheiten ließen, erzog Krumhardt den Sohn mit Strenge zu einem erfolgreichen Schüler, Jurastudenten und Beamten. So absolvierte Karl das Abiturexamen im ersten Anlauf, während Velten das Schuljahr wiederholen musste. Schließlich übersiedelte Helene mit den Eltern wieder in die USA und Velten studierte in Berlin einige Semester Philosophie. Dort traf ihn Karl bei seiner Wirtin, der Fechtmeisterwitwe Feucht, und den mit ihm befreundeten Geschwistern Léon und Léonie des Beaux. Nach abgebrochenem Studium und Arbeiten im Kontor der Schneiderwerkstatt des Beaux reiste Velten seiner geliebten Ellen nach, um sie vor einer materiellen Luxus-Ehe zu retten. Doch sie entschied sich für den Millionär Mungo. Darauf schrieb Velten enttäuscht an seine Mutter: „Ich habe sie verloren; aber diesmal bin ich nicht schuld daran, das Glück der Erde verpasst zu haben“. Er wanderte darauf ruhelos durch die Welt.
Inzwischen hatte Karl mit den Eltern die Vogelsang-Siedlung verlassen und war wegen seiner durch gesellschaftliche Beziehungen geförderten Karriere in die beste Gegend der Stadtmitte gezogen, wo die beiden entwurzelten Alten bald darauf starben. Sie erlebten noch mit Genugtuung Karls beruflichen Aufstieg und seine standesgemäße Verbindung mit der höheren Beamtentochter Anna, für deren Bruder Ferdinand, als er im Winter ins Eis eingebrochen war, Velten das Leben gewagt hatte. Zum Begräbnis von Karls Vaters kam Velten in die Residenzstadt zurück und blieb dort bis zum Tod seiner Mutter. Der Vogelsang hatte sich inzwischen verändert. Die Elternhäuser waren jetzt von Fabrikgebäuden umgeben. Von der alten Gesellschaft lebte nur noch Amalie Andres allein in der „grünen Kindheitsgasse“. Velten zog sich zunehmend „schauderhaft müde“ aus dem Leben zurück, gab sich während seines Aufenthalts daheim schweigsam und ließ aufhorchen, wenn er konstatierte, wie er sterben möchte: „So eigentumslos als möglich.“ Als Karl ihm nach der Geburt seines Sohnes, gegen den Willen seiner ahnungsvollen Frau, die Patenschaft antrug, lehnte dieser die ihn überfordernde Aufgabe ab. Nur für seine in ihre Träume eingesponnene Mutter spielte er den heiteren optimistischen Sohn. Noch im Sterben war ihre letzte Bitte, er solle seinen Koffer packen, denn er solle „den Zug zum Glück nicht versäumen.“ Der „eigentumsmüde“ Velten blieb den darauf folgenden Winter über im Vogelsang, um sein Elternhaus aufzulösen. Er verfeuerte zuerst das Mobiliar der Mutter. und gab dann, bevor er sich in die alte Studentenbude nach Berlin zurückzog, das leere Gebäude zur Plünderung des nicht brennbaren Inhalts und selbst der Türen und Bohlen frei. Auf diesem grotesken Abschiedsfest trat symbolträchtig der Affenimitator German Fell aus dem benachbarten Varieté auf und verkündete, er sei wie Velten einer, der aus seiner Haut steigt, während die übrigen nur daraus fahren möchten. Vor allem Karls „gutes kleines Weibchen“ war besorgt, ihr Mann könne von der Untergangsstimmung angesteckt werden. Ihr grauste es vor dem „wunderlichen Freund“ und sie vermochte ihn, den „Todmüden vom Wege durch das Leben“, nicht mehr als Lebensretter zu achten und wandte sich von ihm endgültig ab. Ihre Angst vor seiner Zerstörung der Familienwelt übertrug sich auch auf Karl, als dieser Velten beistehen wollte, es aber nicht vermochte. Velten, der sich „Studiosus der Weltweisheit“ nannte, verließ die Heimatstadt und Karl sah ihn beim Abschied zum letzten Mal im Leben.
Als er auf Helenes Brief hin in Berlin ankam, hatte sie den Freund bereits beerdigt. Von der Zimmerwirtin in der Dorotheenstraße erfuhr er, Velten habe ein halbes Jahr dort gewohnt und sei bei ihr gestorben. Er traf Helene, die „verwitwete Mistreß Mungo“, auf dem Sterbebett sitzend. Sie erinnerte sich an das „Grinsen und Lachen“ ihrer beiden Freunde zu Jugendzeiten und dachte zurück, wie sie, die Multimillionärin, dem Dolmetscher Velten in Alexandrien, London, Paris und Rom wiederbegegnet war. Sie seien im Leben immer aneinander vorbeigereist und hätten erst kurz vor seinem Tod zueinandergefunden. Velten und sie hätten sich suchen müssen, so sehr sie sich auch gesträubten hätten – bis in den Tod. Er habe sich für stark gehalten, aber sie habe ihn gekannt in seiner Schwäche. Auf die Wand hinter seinem Bett hatte Velten vier Zeilen aus einem Goethegedicht geschrieben: Sei gefühllos!/ Ein leichtbewegtes Herz/ Ist ein elend Gut /Auf der wankenden Erde. Während Helene in Berlin blieb, kehrte Karl am nächsten Tag nach Hause zurück, „ein tiefes Aufatmen! Das Haus, die Frau und die Kinder!...“, und begann mit der Niederschrift.

## Zitate
- „Es ist kein größeres Wunder, als wenn der Mensch sich über sich selbst wundert.“[3]
- „Was trübt das Auge mehr als der Blick in verblichenen Sonnen- und Jugendglanz?“[4]
- „Der Menschheit Dasein auf der Erde baut sich immer von neuem auf. “[5]

## Rezeption
- Finck und Meinerts[6] gehen auf die Aufnahme des Textes kurz nach seinem Erscheinen ein.
- Der Raabe-Verehrer Hesse[7] lobt 1907 dieses „Lebensbild“, das „vom Kleinen, eng-bürgerlich Begrenzten prächtig ins Große“ hineinführe.
- Oppermann[8] kann in dem Roman den für Raabe sonst charakteristischen Humor als lebensbejahendes Prosaelement nicht auffinden.
- Nach Fuld[9] trägt dieses Spätwerk Raabes autobiographische Züge.
- Sprengel sieht in Velten Andres die „Hauptfigur des Romans“[10]. Während der Lektüre würden Erzähler und Leser – die Beurteilung des Stoffes und seiner Darbietung in Aktenform betreffend – zunehmend verunsichert[11].
- Schwanenberg-Liebert[12] hingegen erkennt schließlich in ihrer Dissertation den „Aktuar“ Karl als „Haupthelden“. Zuvor allerdings hatte sie im Zentrum des Aktenwustes auch den zum Erzähler konträren Helden Velten gesehen. Die Romanstruktur sei entsprechend dem gewählten Rahmen (siehe oben) geschlossen. Das Gemeinsame, am Anfang und Ende des Romans mit Helenes Brief und Karls Reise in das Berliner Sterbezimmer markiert, umfange Karls mühseliges Graben in der Vergangenheit. Raabe stelle heraus: Karl wird vom Vater erzogen und Velten kann sich frei entwickeln. Das Idyll Vogelsang – Synonym für den vergeblichen Fluchtversuch in die Einsamkeit – sei Illusion. Raabes Leistung sei die Bloßlegung dieser Illusion. Karl sei erfolgreich, weil er sich anpasse. Hingegen für den „Phantasten“ Velten sei ein bürgerlicher Beruf nicht ergreifbar. Raabes Erzähler Karl stelle während des Durchforstens der Vergangenheit Fragen, finde aber keine Antwort. Entsprechend dem Titel ihrer Erörterung kommt Schwanenberg-Liebert zu dem Schluss, Veltens Weg führe in die Einsamkeit. Dieser Verlierer – im bürgerlichen Sinne – habe der Welt Valet gesagt. Velten habe sich im Weltenbaum Yggdrasil verklettert und sitze auf einem toten Ast.
- Jakob[13] untersucht das titelgebende Arbeiten des Erzählers in Papieren und geht auf das wiederholte Zitieren des Anfangs der dritten Ode des 18-jährigen Goethe[14] „An meinen Freund Behrisch“ im Text ein:

Sei gefühllos!
Ein leichtbewegtes Herz
Ist ein elend Gut
Auf der wankenden Erde.
- Böhme[16] sieht „Die Akten des Vogelsangs“ in Kontext mit Fontanes Frau Jenny Treibel.
- Thielking[17] hat den Eindruck, der Erzähler Karl passe gut zu „Raabes penibel registrierender Poetologie“.
- Meyen[18] nennt 35 Besprechungen ab anno 1896. Auch die neuere Literaturgeschichtsschreibung hat sich intensiv mit den „Akten“ befasst. Zum Beispiel bei Schwanenberg-Liebert finden sich einige Hinweise auf solche weiter führende Arbeiten: Hermann Helmers (1964), Wolfgang Jehmüller (München 1975), Michael Stoffels (Diss. Freiburg 1974), Hubert Ohl (1979), Günther Matschke (Bonn 1975), William T. Webster (1982), Dieter Kafitz (Kronberg/Taunus 1978), Peter Sprengel (1974), Eberhard Geister (Braunschweig 1981), Gernot Folkers (Kronberg/Taunus 1976) und Wilhelm Emrich (1982).

Bewertung am Ende des 20. Jahrhunderts
Rolf Vollmann bezeichnet in seinem 1997 erschienenem Buch „Die wunderbaren Falschmünzer“ die Akten des Vogelsangs als „das schönste und genialste“ der Bücher Wilhelm Raabes.

## Ausgaben

### Erstausgabe
- Die Akten des Vogelsangs. 320 Seiten. Verlag Otto Janke, Berlin 1896. Leinen. (Erstausgabe.) (Digitalisat und Volltext im Deutschen Textarchiv)

### Benutzte Ausgabe
- Die Akten des Vogelsangs. In: Hans-Heinrich Reuter (Hrsg.): Wilhelm Raabe: Erzählungen. Dieterich’sche Verlagsbuchhandlung, Leipzig 1962, S. 599–776. (Die Ausgabe folgt: Karl Hoppe (Hrsg.): Wilhelm Raabe. Das ausgewählte Werk. Kritisch durchgesehene Ausgabe. 4 Bände. Freiburg im Breisgau 1955)

### Weitere Ausgaben
- Die Akten des Vogelsangs. In: Karl Hoppe (Hrsg.): Wilhelm Raabe. Das ausgewählte Werk. Vierter Band. Aufbau-Verlag Berlin 1954. S. 549–720 (Lizenzgeber: Verlagsanstalt Hermann Klemm, Freiburg im Breisgau).
- Die Akten des Vogelsangs. S. 211–408. Mit einem Anhang, S. 447–482. In: Hans Finck (Bearb.), Hans Jürgen Meinerts (Bearb.): Kloster Lugau. Die Akten des Vogelsangs. 2. Auflage. Vandenhoeck & Ruprecht, Göttingen 1970, Bd. 19, ohne ISBN. In: Karl Hoppe (Hrsg.): Wilhelm Raabe. Sämtliche Werke. Braunschweiger Ausgabe. 24 Bde.
- Die Akten des Vogelsangs, Textausgabe mit Anmerkungen/Worterklärungen (Michael Ritterson) und Nachwort (Wolfgang Preisendanz), Reclam, ISBN 978-3-15-007580-7
- Meyen[20] nennt zwölf Ausgaben.